# سرنا آماتو
سرنا آماتو (اسپانیایی: Serena Amato‎؛ زادهٔ ۱۰ سپتامبر ۱۹۷۴) قایقران قایق بادبانی اهل آرژانتین است.